# قاي إي. هولمز
قاي إي. هولمز (بالإنجليزية: Guy E. Holmes)‏ هو ملحن أمريكي، ولد في 14 فبراير 1873، وتوفي في 10 فبراير 1945.